# Paolo Granzotto
Paolo Granzotto (Bologna, 15 marzo 1940 – Torino, 10 maggio 2016) è stato un giornalista, saggista e opinionista italiano.

## Biografia
Nato a Bologna, era figlio dello storico giornalista Gianni Granzotto, fondatore del quotidiano Il Giornale insieme a Indro Montanelli e Guido Piovene.
Trascorse quarant'anni a Il Giornale, di cui fu prima inviato e poi vicedirettore. Nel 1985 condusse con Gabriele Canè su "Italia 1" il primo settimanale televisivo di attualità varato su una rete privata. Si trasferì poi a Torino dove per un certo periodo diresse il Giornale del Piemonte.
Negli ultimi anni curava su il Giornale la rubrica L'angolo di Granzotto, in cui rispondeva, con toni spesso caustici,  ai lettori sugli argomenti più disparati. Arrivò persino a criticare Montanelli quando lasciò il Giornale per fondare La Voce.
Autore di molti libri, tra cui una trilogia omerica pubblicata da Rizzoli (Cronache della guerra di Troia, 1986; Ulisse, 1988; Il romanzo di Achille, 1991) e la biografia di Indro Montanelli (Montanelli, Il Mulino, 2004), che gli valse il Premio Capalbio per il giornalismo assegnatogli dalla giuria presieduta da Paolo Mieli.

## Opere
- (con Indro Montanelli), Sommario di storia d'Italia. Dall'unità ai giorni nostri, Milano, Rizzoli, 1986 ISBN 978 8817428026
- Cronache della guerra di Troia, Milano, Rizzoli, 1986 ISBN 978 8817663878
- Ulisse, Milano, Rizzoli, 1988
- Il romanzo di Achille, Milano, Rizzoli, 1991
- Novecentonovantanove, Milano, Mondadori Editore, 1997  ISBN 8804430079
- Perché parliamo italiano. Breve storia delle parole, Bagno a Ripoli, Le Lettere, 1998 ISBN 8871664256
- Il ritorno del Profeta. L'Islam da Allah a Khomeini, Milano, Editoriale Nuova, 1999
- Il piacere dell'italiano. L'avventura della nostra lingua, Scipioni, 2001
- Montanelli, Bologna, Il Mulino, 2004 ISBN 978 8815097279
- (con Paolo Levi), Licata a Venezia, G.I.O. Arte, 2002